# Fursuit
 (novembre 2021).

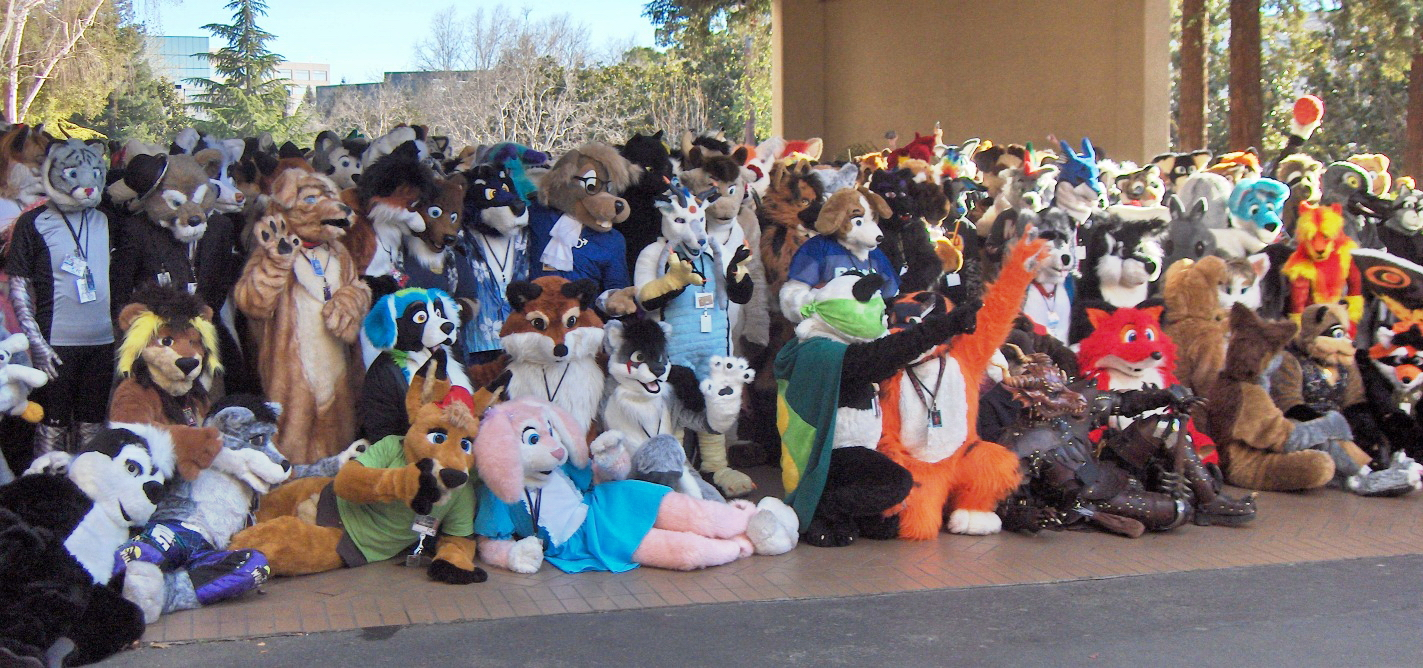
Photo de groupe de fursuiters a la Furry Black Light de 2018.

Un fursuit est un costume (en anglais : suit) représentant en général un animal anthropomorphe à fourrure (en anglais : fur), associé au fandom furry (ou furry). Le déguisement peut être seulement limité à l'ajout d'un masque, d'une queue ou de gants en forme de pattes mais aussi être constitué d'un costume enveloppant tout le corps et incluant un système réfrigérant, des parties mobiles, etc.
Les personnes portant un fursuit sont appelées fursuiters.

## Définition
Les fursuit sont esthétiquement ressemblantes aux costumes portés par certaines mascottes d'équipes sportives ou par les personnages de fiction dans les parcs d'attractions. Cependant, elles sont spécifiques sous cette appellation au Furry fandom. Les costumes sont souvent créés de manière unique et artisanale par des passionnés de fandom furry via Internet, mais peuvent aussi s'acheter lors des conventions furry ou être vendus aux enchères. Quand il s'agit de mascotte sportive, elles sont achetées à des entreprises.
La personne qui la porte s'incarne alors dans le personnage représenté.
Elle le fait par goût personnel, passion des conventions fandom, ou/et pour une œuvre charitable.  
La fursuit ne doit pas être confondue avec :
- les déguisements, costumes, mascottes, dont se servent par exemple les équipes sportives pour incarner l'emblème de leur club,
- les costume de cosplay, même si ces deux univers rassemblent des gens autour d'une passion commune incluant un déguisement. Les costumes ne se ressemblent physiquement pas et ne « représentent » pas le même univers ; faire du cosplay consiste à s'habiller à l'imitation d'un personnage, en général de jeu vidéo ou de manga, qui peut être un homme, un robot... tandis que la fursuit représente un personnage imaginaire unique, créé par son propriétaire. De plus, il s'agit toujours d'un animal (d'où le terme fur).

## Histoire
Fursuiter en tant que tel est probablement apparu vers 1989, lorsque les premières rencontres furry se sont faites dans des conventions de science-fiction ou dans des furmeets personnelles. Dans « Confurence 0 » en 1989 (la première convention), une programmation nommée Furry Costuming (costumes furry) a eu lieu dans l'hôtel.
Le terme fursuit est supposé avoir été créé par Robert King en 1993.

## Types defursuit
Le fursuit standard est un costume intégral avec une tête, les pattes avant (mains), les pattes arrière (pieds), et un corps avec une queue attachée. Dans certains cas, la queue est fixée grâce à un système de ceinture et sort du costume par un trou. Beaucoup de fursuits comportent des parties spéciales intégrées au costume. Afin de donner à ces parties la forme désirée, elles sont fabriquées, entre autres matériaux avec du carton (mais rarement, à cause de l'humidité) ou plus souvent avec de la mousse de polyuréthane. Pour la tête, l'armature peut être faite avec des cerclages de fer ou d'acier, et s'il y a des dents, celles-ci peuvent être en plastique (pâte Fimo).
Les prix peuvent être variés en fonction du costume, des matériaux utilisés, de la complexité ou de son histoire. Cela va de quelques centaines d'euros à parfois des milliers d'euros. Les fans du fandom furry peuvent également en fabriquer eux-mêmes via des tutoriels ou des conseils sur des forums de discussion ou des newsgroups.
Il existe également des costumes partiels constitués de tous les éléments précédents, sauf du corps. Ceci permet au porteur d'avoir différents vêtements par-dessus les pattes, la tête ou la queue, comme un autre costume ou des vêtements de ville.
Un troisième type de costume a été développé. Il se compose simplement d'une tête, des bras et d'un pantalon faits pour ressembler aux jambes, à la queue et aux pieds d'un animal particulier,  ou alors faire apparaître un torse à la place du haut des jambes. Ce type de costume est surtout adapté pour les personnages qui ne portent qu'un tee-shirt sans pantalon, ou ceux qui ne portent qu'un pantalon.

## Importance du mouvement
Tous les furs ne sont pas intéressés par les fursuits, et il y en a encore moins qui en possèdent un. À la convention furry Midwest FurFest 2006, 213 des 1 441 participants ont figuré dans la fursuit parade, alors que 353 des 2 849 ont porté une fursuit à Anthrocon 2007 et 1 044 sur 5 179 pour Anthrocon 2012. Dans un sondage Internet de 2007 portant sur 600 participants, le département de psychologie de l'université de Californie, accompagnée par une équipe de chercheurs, a trouvé que 18 % des sondés possèdent une fursuit.

## Motivation
Les furries qui possèdent un fursuit les portent pour des parades, des expositions, des conventions ou des rencontres informelles (furmeets). Dans la plupart des cas, le fursuit représente un personnage et est utilisé pour des jeux de rôle, ou pour montrer la « véritable » personnalité du porteur.
Certains joueurs de jeu de rôle grandeur nature créent des costumes élaborés, y compris des fursuits, pour leur propre personnage. Ils portent généralement un fursuit partielle ou complète, en fonction des besoins du personnage. Les armes et boucliers peuvent être portés et utilisés par les joueurs, bien que chaque convention ou rencontre ait ses propres règles concernant le port d'armes. C'est similaire au cosplay, sauf qu'il n'y a pas l'attrait pour un personnage d'un grand média, avec une référence à la culture japonaise, comme les mangas, animes ou les jeux vidéo.
D'autres furries portent un fursuit dans le but de trouver un emploi ou d'attirer l'attention sur un évènement ou une association. Cela peut inclure les mascottes de baseball par exemple. Cependant, certaines mascottes sont portées par des personnes n'ayant aucun intérêt envers le fandom furry, elles n'ont donc pas pour but de propager la culture du fandom furry et ne sont pas considérées comme furries. Également, les fursuits ne sont pas tous des mascottes, la plupart des fursuits sont considérées comme une représentation d'une création originale et sont conçus pour être adaptés à une seule personne et de meilleure qualité.

## Galerie de photographies

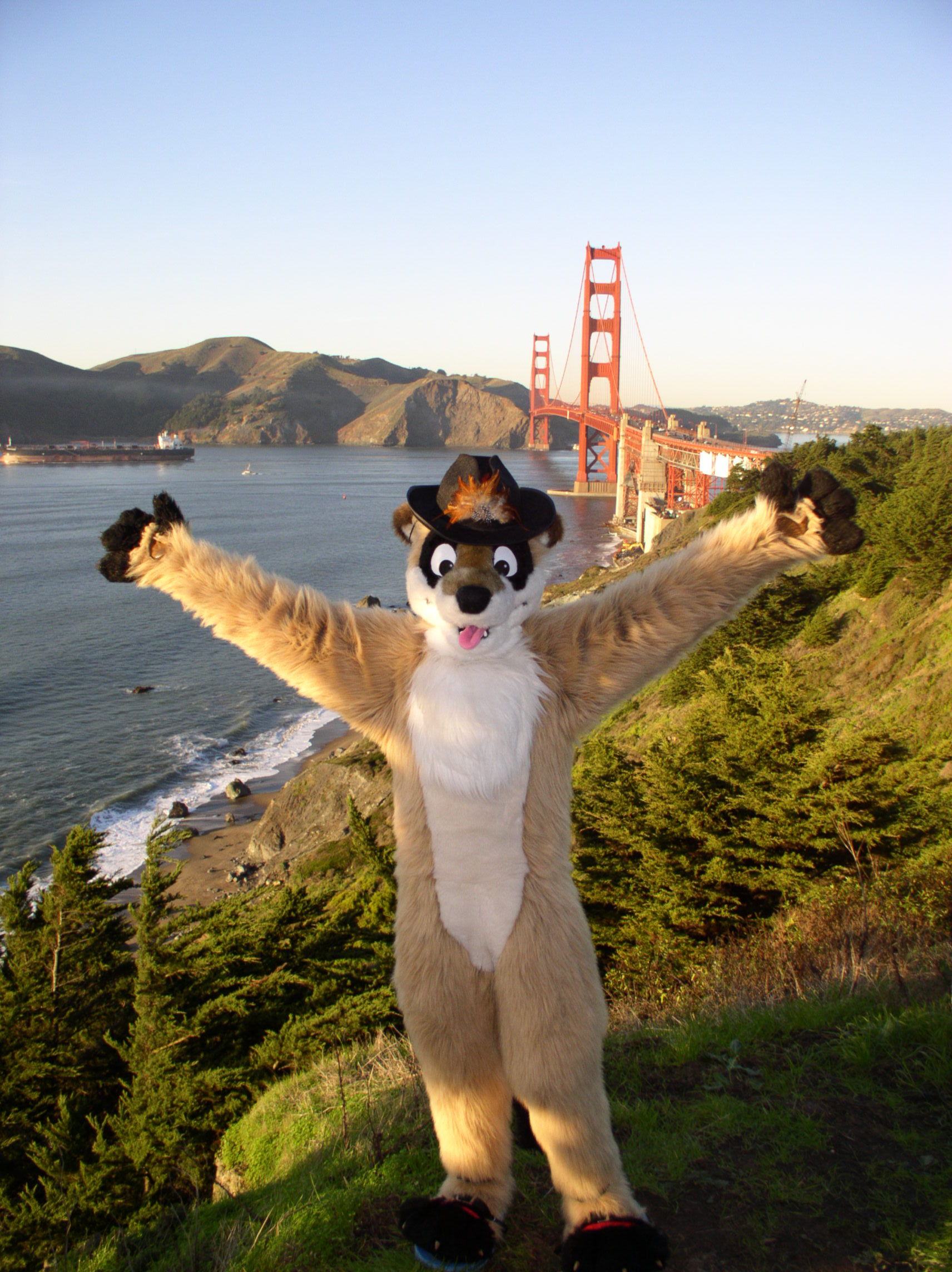
Le fursuiter français Timduru.
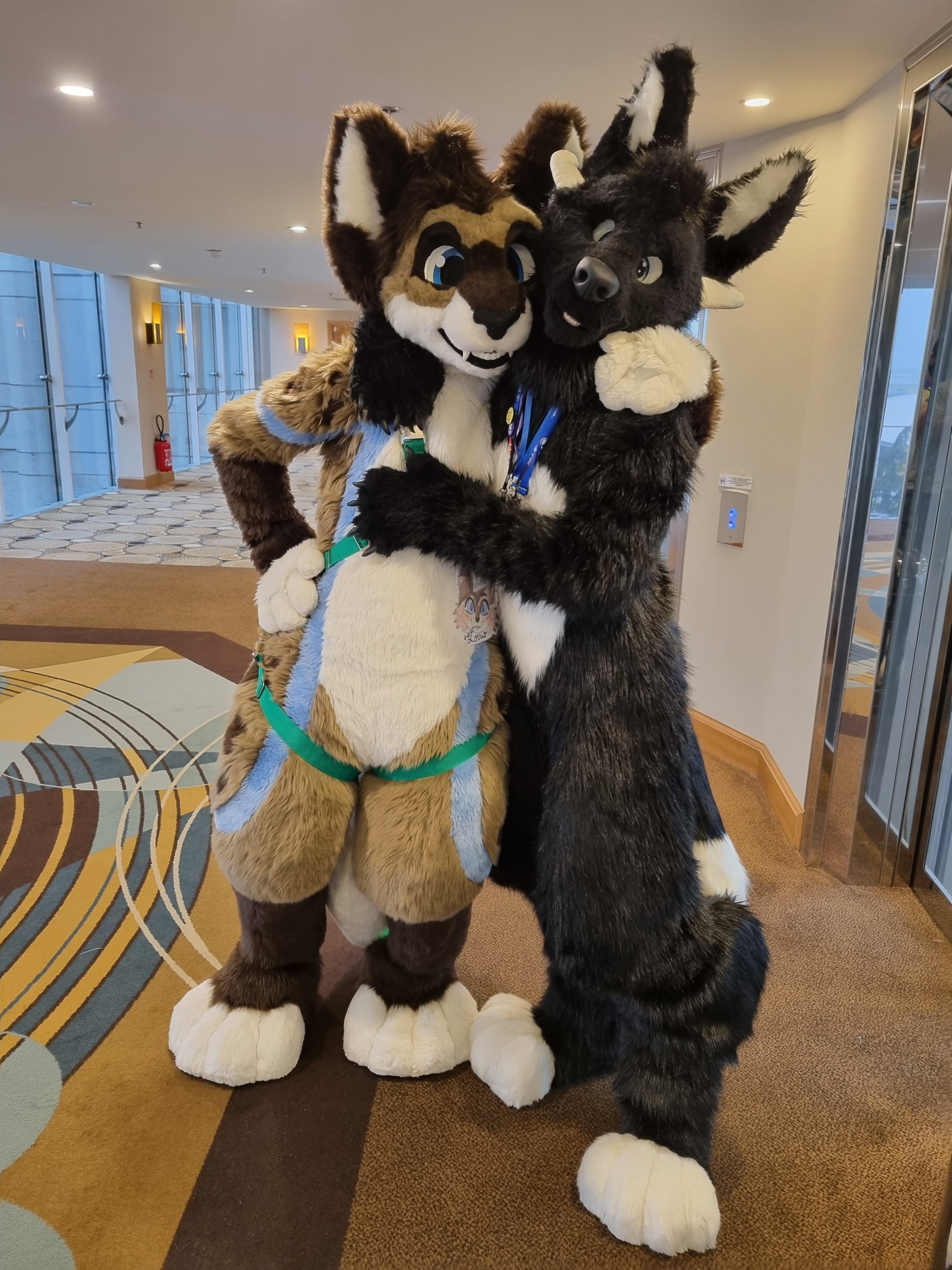
Le fursuiter Lorrio calinant le fursuiter Kashiir.
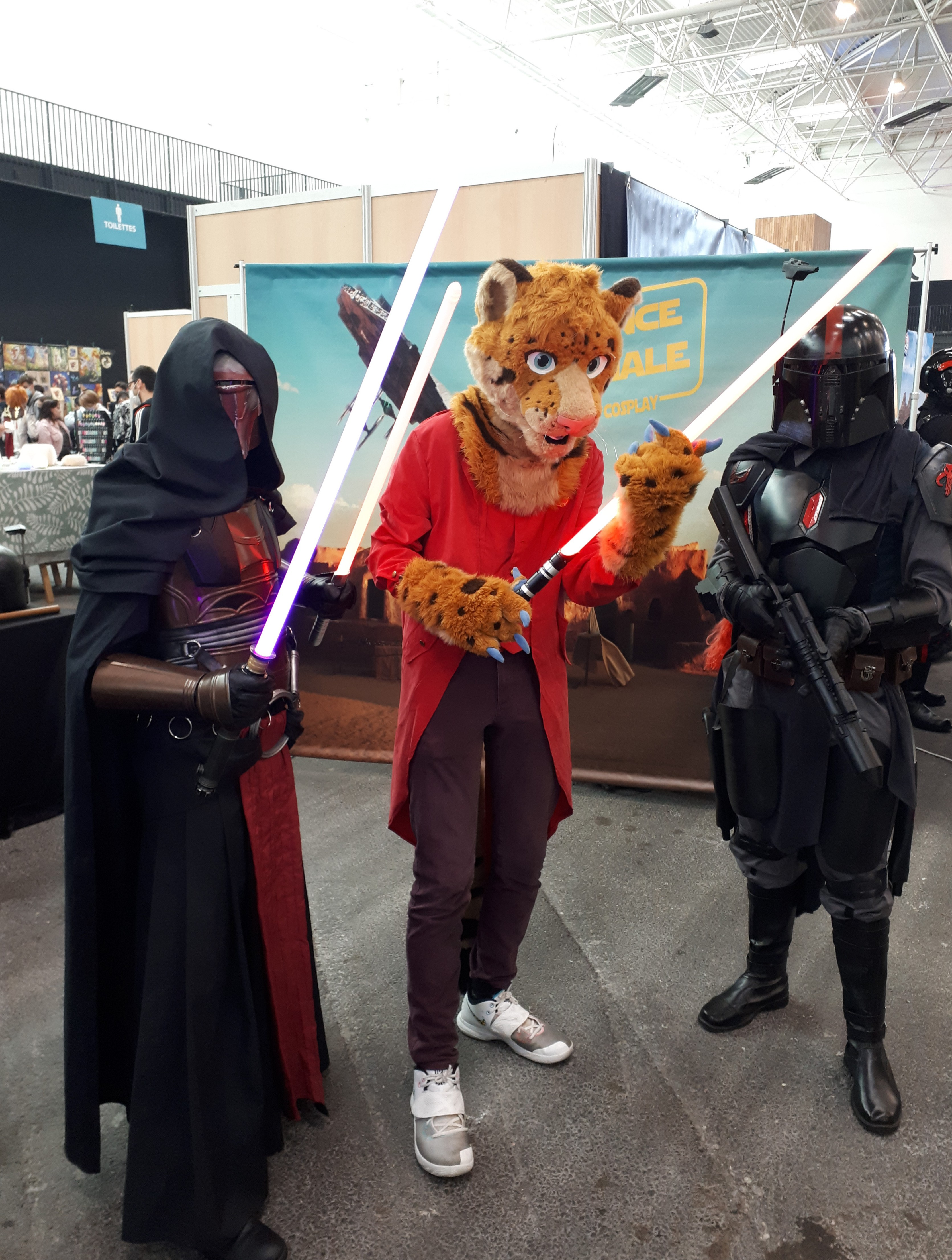
Un fursuiter français accompagné de personnages de Star Wars.
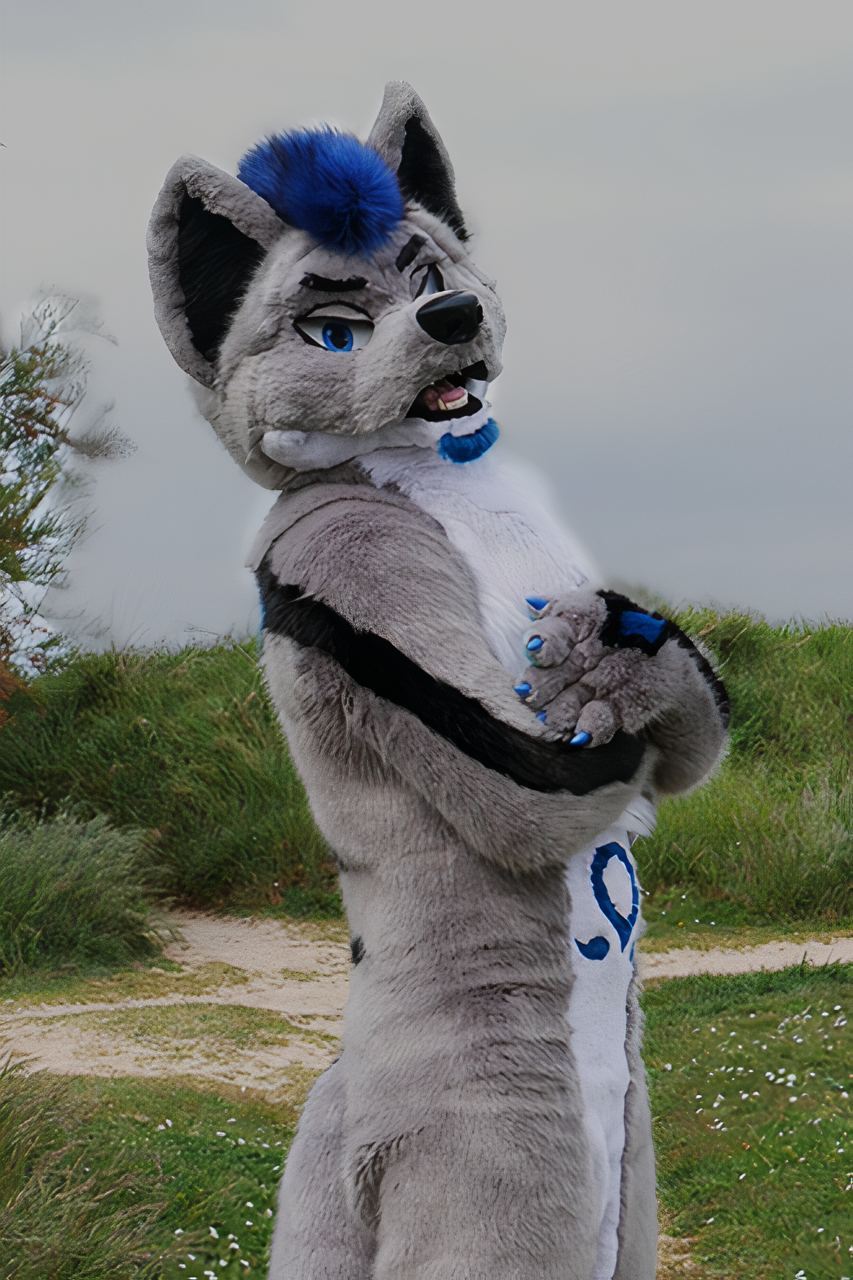
Le fursuiter français Ray Bleiz.
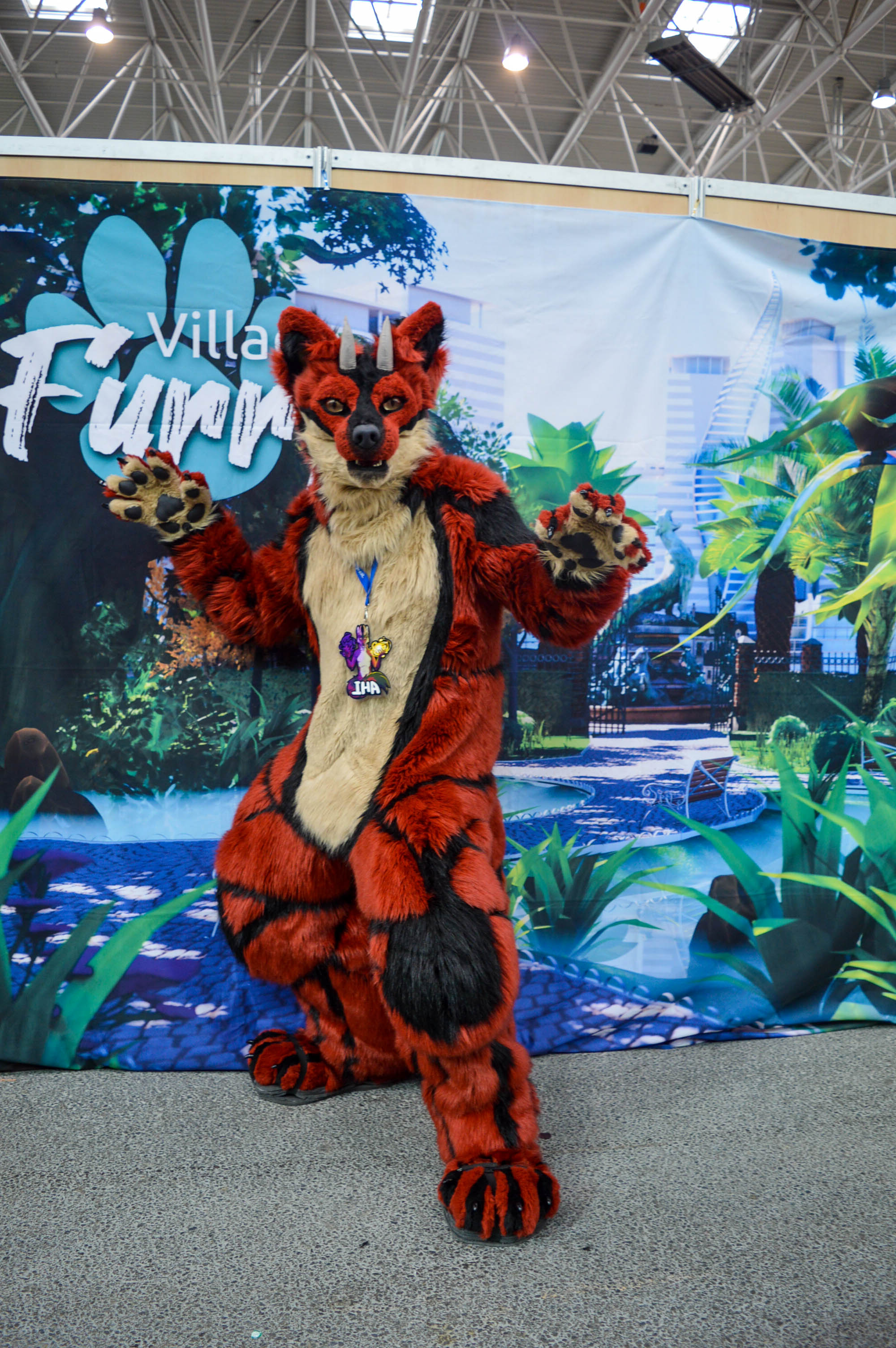
La fursuiteur français Akha.
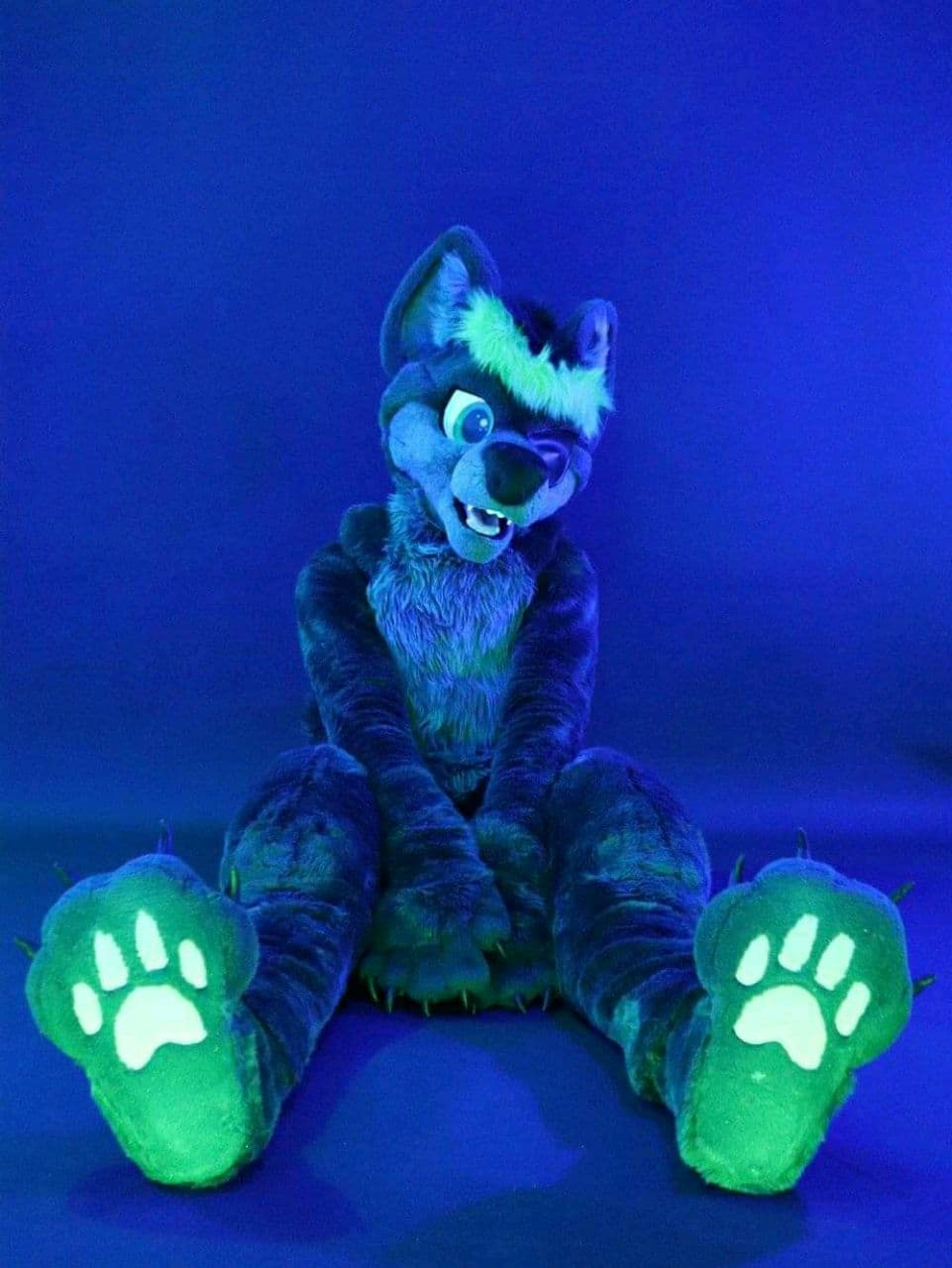
La fursuiter française Kopa.
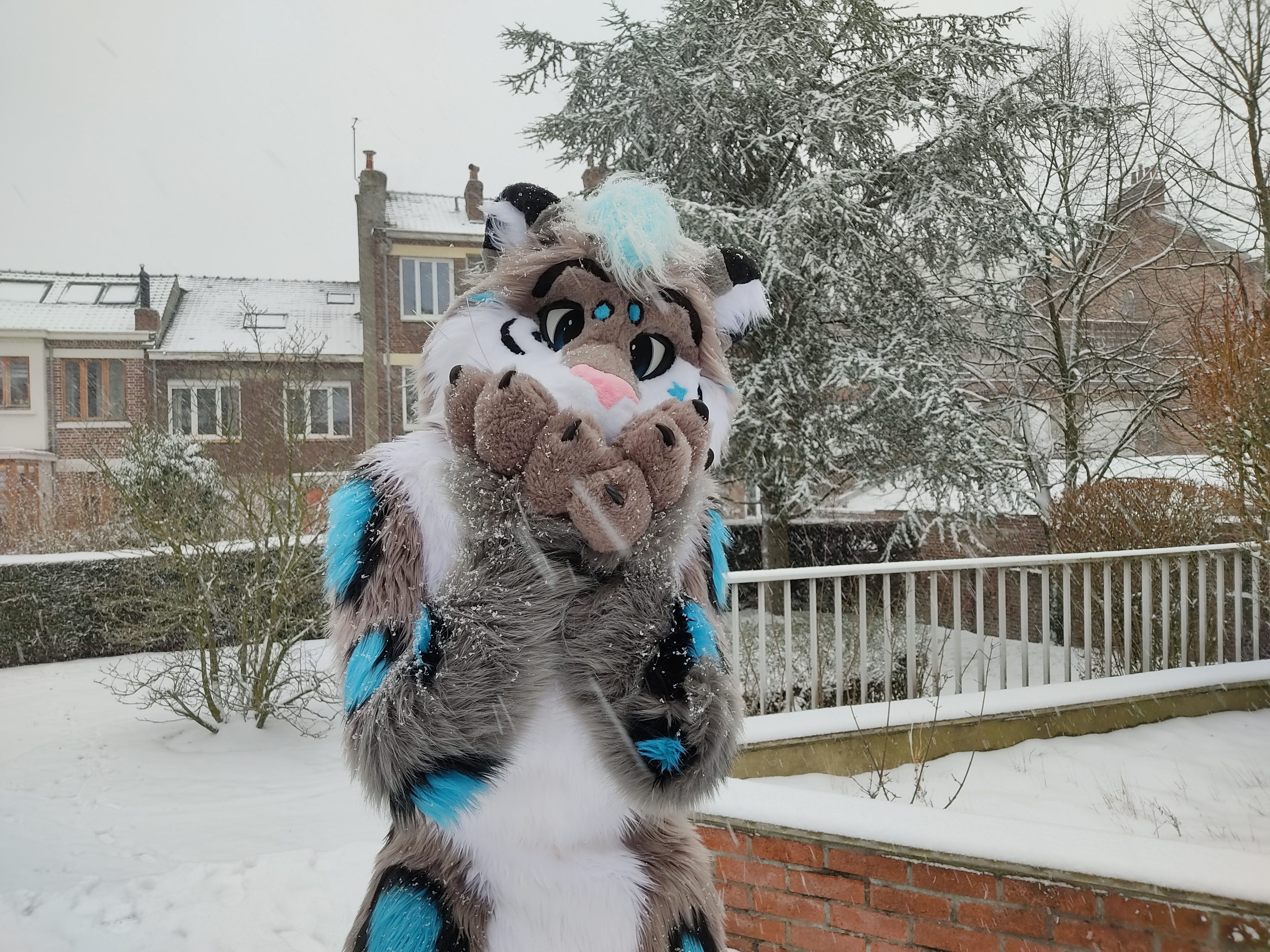
Le fursuiter et fursuit maker français Silou Atien
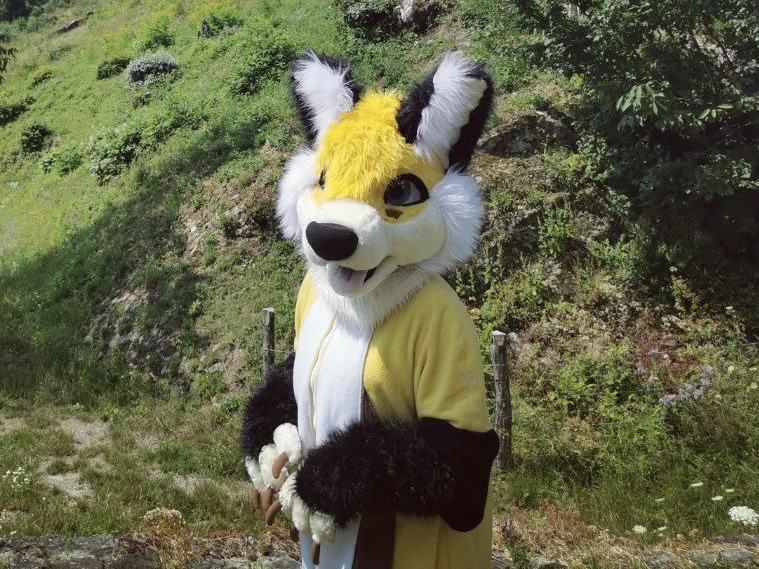
Le fursuiter français Erixalu